# Sto dana
Sto dana (fra. les Cent-Jours), također poznatо kao Rat Sedme koalicije, obilježilo je razdoblje između Napoleonovog povratka iz progonstva s otoka Elbe u Pariz, 20. ožujka 1815. i drugog vraćanja kralja Luja XVIII., 8. srpnja 1815. (razdoblje od 111 dana).[nedostaje izvor]
U ovom razdoblju dogodio se rat Sedme koalicije, koji uključuje Waterloo kampanju, Napuljski rat, kao i nekoliko drugih manjih kampanja. Izraz „les Cent Jours” (sto dana) prvi je upotrijebio pariški prefekt grof Gaspard de Chabrol, u svom govoru pri izražavanju dobrodošlice kralju po povratku u Pariz 8. srpnja.
Napoleon se vratio dok je zasjedao Bečki kongres. Dana 13. ožujka, sedam dana prije nego što je Napoleon stigao do Pariza, vlasti na Bečkom kongresu proglasile su ga progranikom, a 25. ožujka Austrija, Pruska, Rusija i Velika Britanija, četiri velike sile i ključni članovi Sedme koalicije, obvezale su se poslati svaka po 150,000 vojnika, kako bi okončali njegovu vladavinu. Ovo je postavilo osnovu za posljednji sukob u Napoleonskim ratovima, poraz Napoleona u bitci kod Waterlooa, drugo obnavljanje francuskog kraljevstva i trajno izgnanstvo Napoleona na daleki otok Sveta Helena, gdje je umro u svibnju 1821.